# Jenštejn
Jenštejn (en allemand : Jenstein) est une commune du district de Prague-Est, dans la région de Bohême-Centrale, en République tchèque. Sa population s'élevait à 1 356 habitants en 2020.

## Géographie
Jenštejn se trouve à 6 km au sud-ouest de Brandýs nad Labem-Stará Boleslav et à 15,5 km au nord-est de Prague.
La commune est limitée par Podolanka et Dřevčice au nord, par Svémyslice à l'est, par Radonice au sud et au sud-ouest, et par Prague à l'est.

## Histoire
La première mention écrite de la localité date de 1088.

## Administration
La commune se compose de deux quartiers :
- Dehtáry
- Jenštejn

## Transports
Par la route, Jenštejn se trouve à 7 km de Brandýs nad Labem-Stará Boleslav et à 18 km du centre de Prague.